# 268
El año 268 (CCLXVIII) fue un año bisiesto comenzado en miércoles del calendario juliano, en vigor en aquella fecha.
En el Imperio romano el año fue nombrado como el del consulado de Paterno e Ignacio o, menos comúnmente, como el 1021 Ab urbe condita, siendo su denominación como 268 posterior, de la Edad Media, al establecerse el Anno Domini.

## Acontecimientos

### Imperio romano
- Septiembre: el emperador romano Claudio II, ayudado por Aureliano, derrota a los godos en la Batalla de Naissus.
- Galieno es asesinado por sus tropas en las afueras de Mediolanum.
- Claudio II es nombrado emperador.
- Los alamanes invaden Italia. En noviembre, Claudio II derrota a los alamanes en la batalla del lago Benaco.
- Los visigodos aparecen como un pueblo con entidad propia.
- Zenobia, reina de Palmira, viuda de Septimio Odenato, se apodera de las provincias orientales.[1]

### Europa
- Marco Aurelio Mario sucede a Póstumo en el trono del Imperio Galo.
- Marcus Piavonius Victorinus (Victorino), inicia sus acciones bélicas para hacerse con el trono galo sitiando la ciudad de Autún

## Fallecimientos
- Septiembre: Galieno, emperador romano.
- 26 de diciembre: Dionisio (papa)
- Póstumo, emperador del Imperio Galo, es asesinado por sus propias tropas cerca de Maguncia.